# Skateboard (attrezzo)

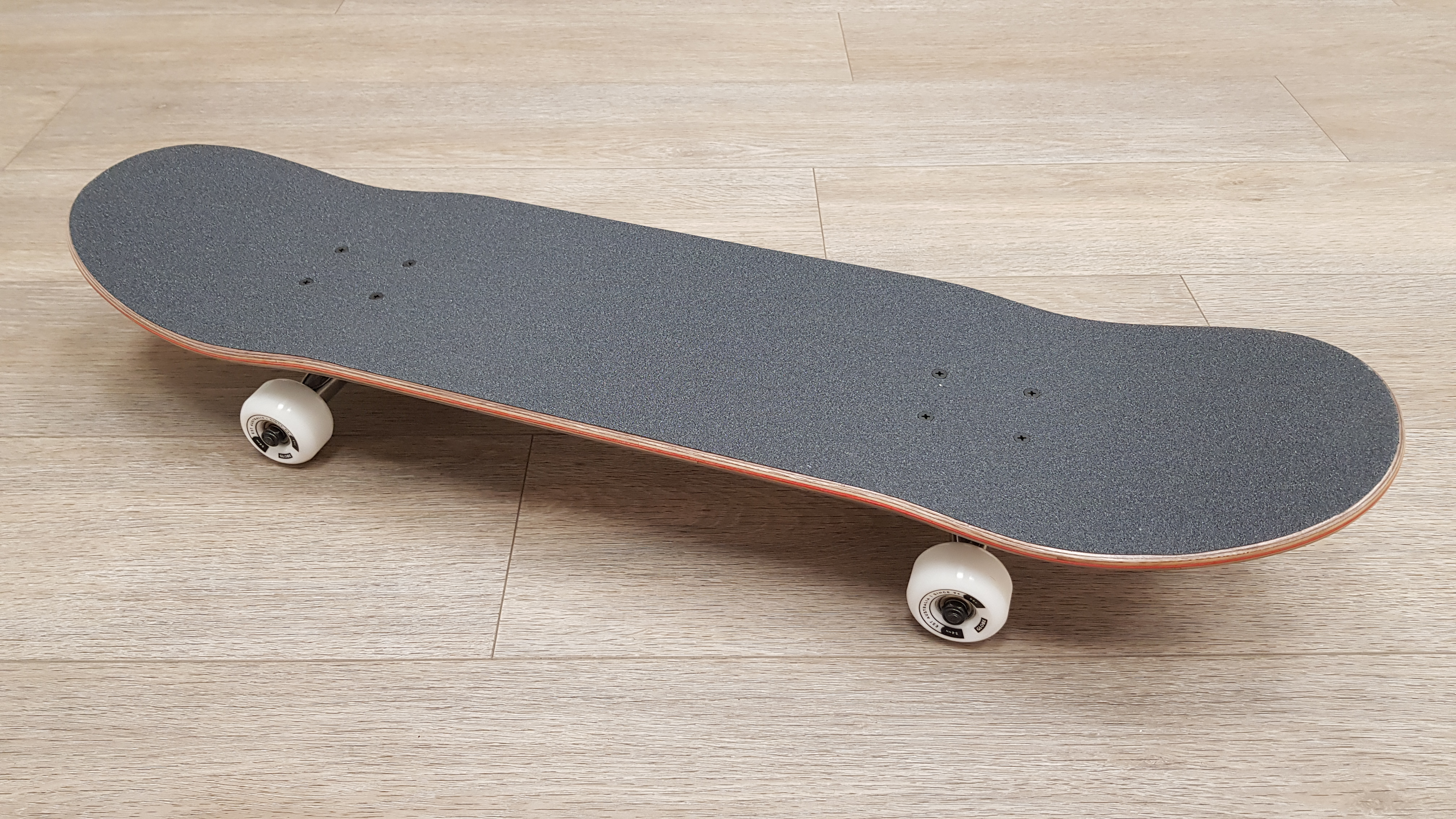
Uno skateboard

Lo skateboard (talvolta abbreviato in skate) è un mezzo di trasporto, formato da una tavola munita di quattro ruote, utilizzato per la pratica dell'omonimo sport, oltre che come mezzo di spostamento personale. La forma, le dimensioni, i materiali e gli accessori di uno skateboard si sono evoluti in funzione della tecnologia, delle mode e delle specialità di questo attrezzo.
La diffusione negli anni settanta dello skateboard si deve all'innovazione delle ruote in poliuretano, che andarono a sostituire quelle in gomma sintetica, fragili e rumorose.

## Descrizione
Lo skateboard è composto da varie parti: la tavola (deck), i carrelli (trucks), le ruote (wheels) e i cuscinetti (bearings).

### Tavola
La tavola (deck o board), a seconda delle specialità, ricorda la forma di una tavola da surf o da snowboard ed è leggermente concava. Viene generalmente realizzata in multistrato di acero canadese: 7 strati per le tavole professionali, 9 strati per quelle non professionali. Talvolta si usano metalli come l'alluminio o materiali compositi come la vetroresina o il kevlar per diminuirne il peso e incrementarne la resistenza o la rigidità.
La tavola è larga 19–20 cm e lunga 75-80 cm; la punta (nose) e la coda (tail) differiscono per lunghezza ed inclinazione. A differenza degli skate, i longboard e le tavole professionali in kevlar da street slalom ricordano i surf e sono costruite "a cucchiaio" per migliorarne il controllo, oltre che essere "camberate", avendo quindi una centina per il pareggio del peso ed il ritorno di spinta nella flessione della stessa. I modelli street e vert, invece, hanno la punta più lunga e angolata rispetto alla coda.
Per migliorarne l'aderenza (grip), la superficie dello skate è rivestita da uno strato antisdrucciolevole, che ricorda la carta abrasiva (griptape). La superficie inferiore, solitamente decorata da disegni, può ospitare due sottili strisce di plastica utili a ridurre l'attrito durante gli slide.
Tra le cose da considerare nella scelta di una tavola vi è la disciplina praticata. Tra un tipo di skateboard e l'altro vi sono, infatti, importanti differenze sia nelle dimensioni che nei materiali utilizzati. È inoltre consigliato tener conto della propria altezza e della misura dei piedi, anche se la corrispondenza tra tali variabili e le dimensioni dello skate sono perlopiù indicative.

#### Altre tipologie di tavole
La varietà di tavole a ruote esistenti sul tema è molto ampia; a seconda delle forme e degli utilizzi si distinguono le seguenti varietà di skateboard:
- Cruiser: Tavola che si colloca a metà tra lo skateboard e il longboard; viene spesso, seppur erroneamente, chiamata penny. I cruiser sono di modeste dimensioni e posseggono il tail ma non il nose. Le ruote montate su di essi sono generalmente più grandi e più morbide. Servono per potersi muovere su vari tipi di asfalto, anche quelli in cattive condizioni. Allo stesso tempo, il loro assetto rende possibile l'esecuzione di vari trick ma, poiché le sue ruote sono realizzate in gomma, la quantità di evoluzioni eseguibili rimane piuttosto limitata. I cruiser vengono, comunque, utilizzati principalmente per passeggiate lunghe e a ritmo spedito.[12]
- Surfskate: La forma del surfskate (anche noto come "carver") ricorda molto quella delle tavole da surf.[13] Anch'esso possiede ruote di gomma e, a differenza degli skateboard tradizionali, presenta una diversa configurazione del carrello anteriore, il che rende possibile la realizzazione di curve strette e, nel contempo, un aumento nella velocità.[14]
- Freeboard: Tavola che porta le discese tipiche dello snowboard in strada, rendendo possibile la pratica di questo sport anche d'estate.[15]
- Flowboard: Tavola polivalente con carrelli ad arco e diverse ruote installate. Tale assetto consente un'inclinazione stabile di ben 45° ma, allo stesso tempo, richiede uno sforzo maggiore nella movimentazione.[16][17][18]
- Longboard: Tavola più lunga, larga e stabile rispetto allo skateboard tradizionale; le ruote sono più grandi e morbide. È pensata per un uso in strada anziché negli skatepark. I longboard sono disponibili in varie forme, pensate per numerose specialità, anche molto diverse l'una dall'altra (e.g. carving, dancing, downhill, freeride, freestyle etc.).[19]
- Mountainboard: Tipo di tavola con ruote fat, tassellate e con camera d'aria – simili, per esempio, a quelle della fatbike. Serve per praticare lo snowboarding su qualunque terreno, anche quello sterrato.[20]
- Skateboard elettrico: Un comune skateboard dotato di motore elettrico.[21]
- Slalomboard: Tavola di dimensioni ordinarie caratterizzata da una forma convessa, che permette una migliore maneggevolezza negli slalom. L'asse flessibile, inoltre, facilita la presa di velocità. Lo slalomboard presenta spesso due ganci per i piedi per incrementare l'aderenza sulla tavola.[22]
- Snakeboard: Tavola a quattro ruote, simile al waveboard, usata per praticare il surf in strada; costruttivamente assomiglia a una coppia combinata di pattini a rotelle.[23]
- Waveboard: Tavola a due ruote, usata per praticare il surf sia in strada che negli skatepark. È costituita da due parti separate da un elemento flessibile al centro; è molto simile ad un monopattino senza manubrio.[24]

### Carrelli

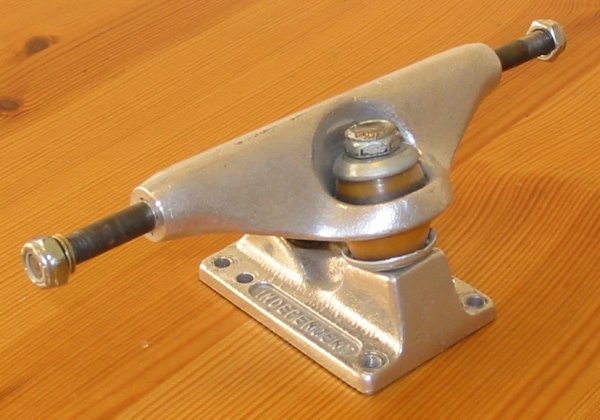
Carrello smontato di uno skateboard

Sotto alla tavola della maggior parte delle tipologie di skate vi sono due carrelli, o truck, realizzati generalmente in alluminio. La base è avvitata alla tavola tramite viti passanti, mentre l'asse delle ruote è collegato alla base da un perno e da due anelli morbidi noti come "gommini" o bushing, che permettono all'asse di ruotare. Grazie a questa configurazione del carrello, lo skater è in grado di girare nella direzione voluta utilizzando solamente il peso del proprio corpo. La morbidezza dei due gommini, opportunamente regolata, determina la rigidità della sterzata e il conseguente raggio di curva nello street-slalom o della manovra nello street-style. Il truck può essere tradizionale o con sterzata diagonale; quest'ultimo si trova generalmente nei surfskate. Tra la tavola e i carrelli si possono aggiungere degli spessori in gomma morbida detti riser pad, che aiutano a ridurre le vibrazioni e l'impatto sul legno dopo l'atterraggio dei trick, così come prevenire il contatto tra ruote e tavola, meglio noto come wheelbite.
In sintesi, ogni carrello è composto da:
- una base;
- un bullone centrale (kingpin);
- un asse trasversale (hanger), filettato all'estremità e articolato con la base tramite il kingpin;
- due gommini (bushing) con due rondelle;
- un cappuccio (pivot bushing) per la parte dell'asse che si articola con la base;
- le viti per fissare il carrello alla tavola.

### Ruote

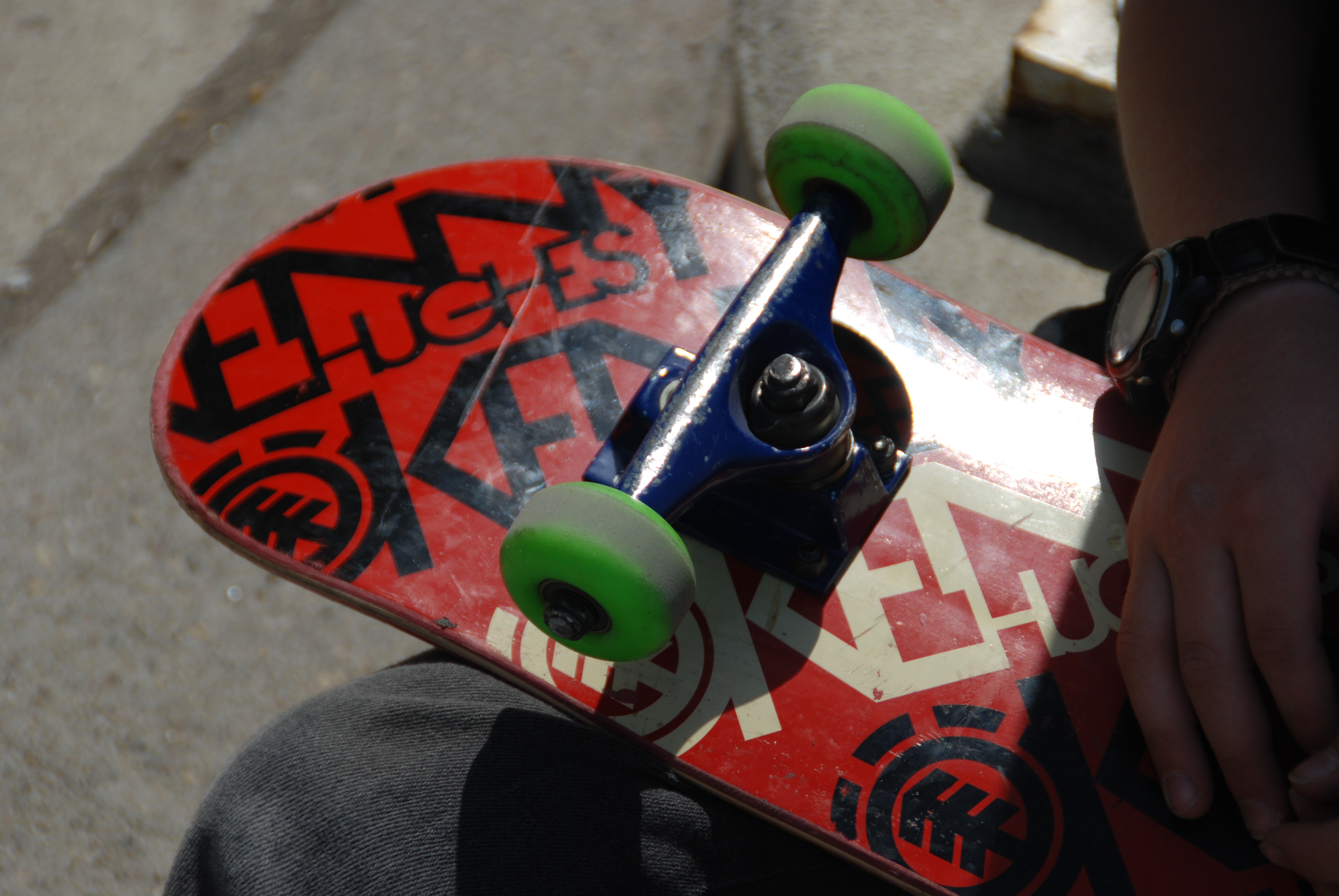
Skateboard, lato inferiore

Alle estremità degli assi si trovano le ruote. Realizzate normalmente in poliuretano (introdotto negli anni settanta) e montate su cuscinetti, le ruote da skateboard sono reperibili in diverse misure e durezze a seconda delle specialità e delle superfici disponibili (e.g. strade, rampe e slalom). Queste sono tenute da dadi autobloccanti in acciaio e nylon. Le ruote più grandi sono più veloci e quindi più adatte alle rampe verticali, allo slalom, alla velocità e alle discese ripide, mentre quelle piccole sono più leggere e pertanto utilizzate per evoluzioni su pista ed in piano (flatground). Le ruote più comuni sono le 54mm e le 53mm, usate prevalentemente per prestazioni su rampe. Anche le mescole di produzione variano a seconda del terreno su cui utilizzarle e vengono indicate in durezza Shore da 60 a 100.

### Cuscinetti

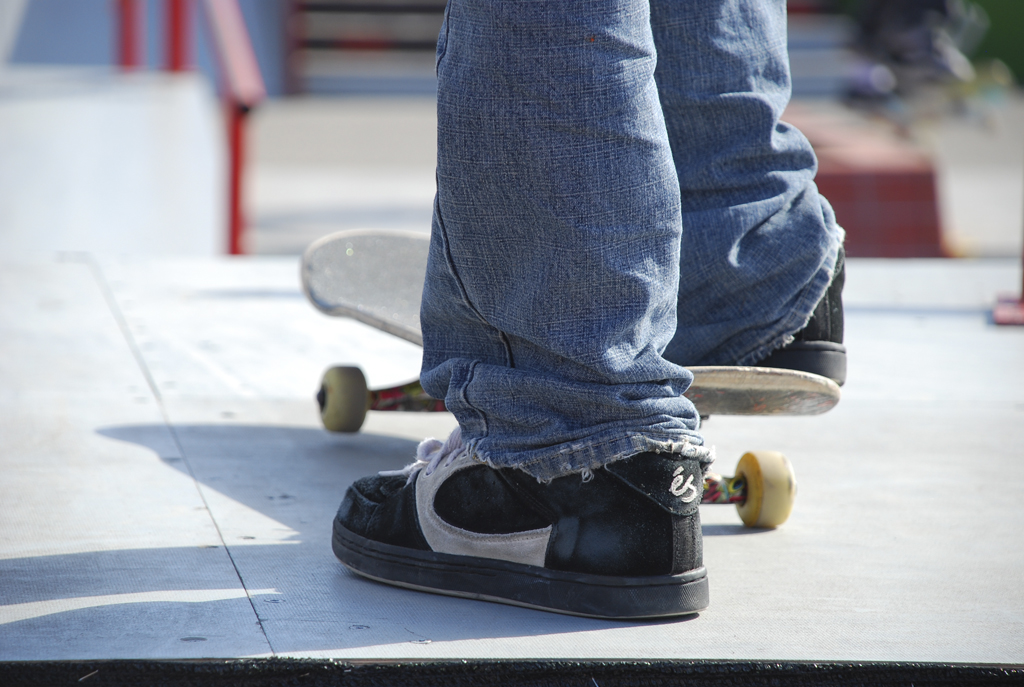
Skater poco prima di affrontare un giro di prova durante una competizione

All'interno di ciascuna ruota vengono alloggiati due cuscinetti, separati tra di loro da un apposito distanziatore (spacer). Con poche eccezioni, i cuscinetti sono della dimensione standard industriale "608", con un alesaggio di 8 mm (0,315 pollici) o 10 mm (0,394 pollici) a seconda dell'asse. Il loro diametro esterno è di 22 mm (0,866 pollici), e la loro larghezza di 7 mm (0,276 pollici). Questi sono solitamente realizzati in acciaio, anche se a volte viene utilizzato il nitruro di silicio, una ceramica ad alta tecnologia. Ogni cuscinetto contiene solitamente sette sfere in acciaio o ceramica , sebbene vengano utilizzate anche altre configurazioni.
I cuscinetti vengono identificati secondo la scala ABEC, misura di tolleranza interna che va da 1 a 9 per numeri dispari. Generalmente ABEC 5 è un buon compromesso che permette di avere un'ottima scorrevolezza a parità di prezzo. È un malinteso comune che gli ABEC più alti siano migliori per lo skateboard, poiché la valutazione ABEC misura solo le tolleranze, che non si applicano necessariamente agli skateboard. Molte aziende non mostrano il rating ABEC, come Bones Bearings , che produce cuscinetti specifici per lo skateboard, spesso commercializzati come "skate rated".
La manutenzione dei cuscinetti include pulizia e lubrificazione periodica. I cuscinetti che non vengono sottoposti a manutenzione hanno prestazioni notevolmente ridotte e devono essere presto essere sostituiti.

## Diffusione

### In Italia
La diffusione in Italia dello skateboard si deve ad un servizio del programma televisivo Odeon nel 1977, "Rubrica di spettacolo e curiosità dal mondo": in quell'inverno si registrò un autentico picco di vendite, soprattutto del modello Saturnus, dal caratteristico colore arancio.

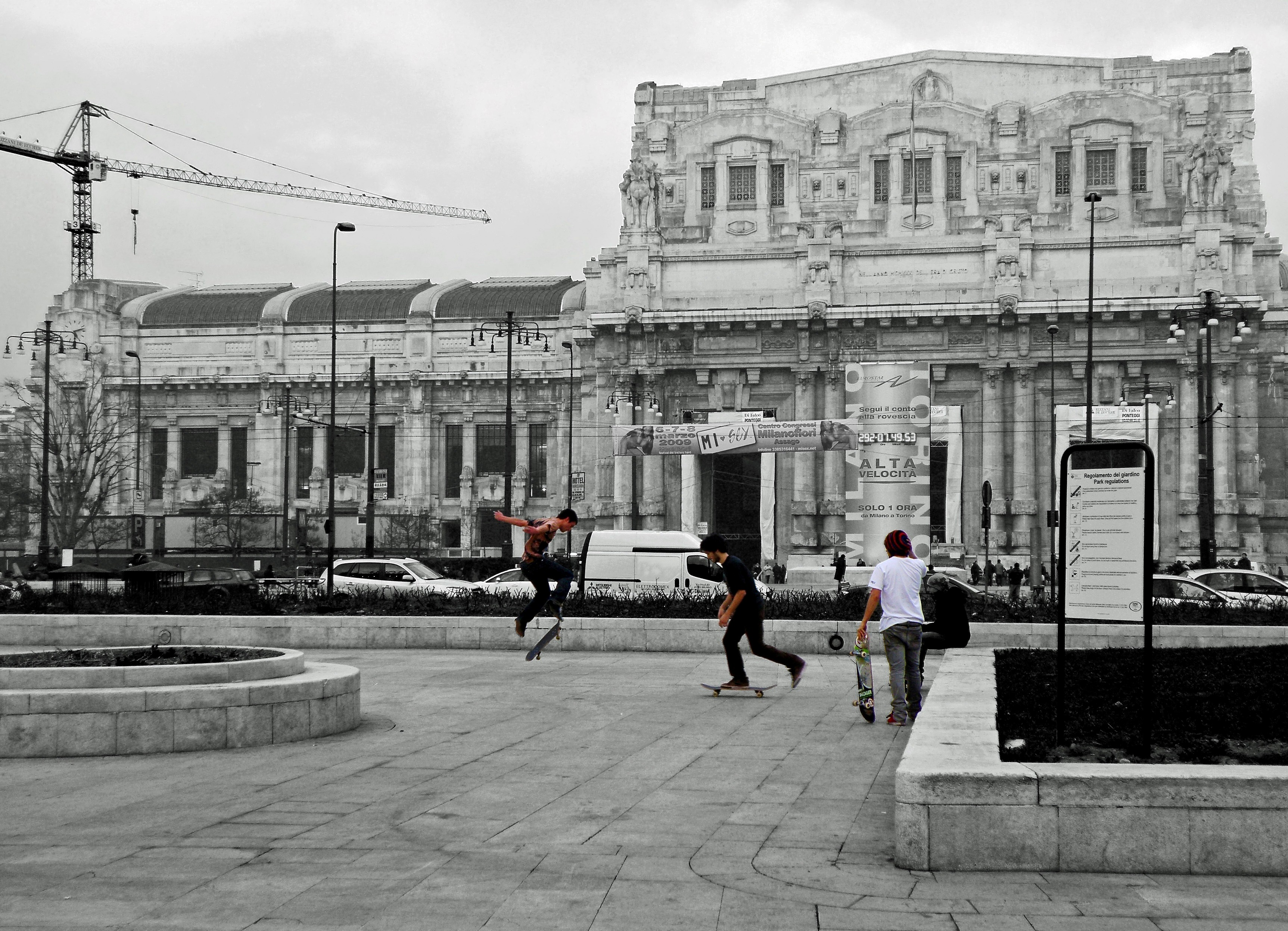
Tre ragazzi con lo skateboard davanti alla Stazione Centrale di Milano, 2009

In assenza di opportune strutture dedicate, strade e marciapiedi vennero presto invase da giovani entusiasti – un successo accompagnato da numerosissimi incidenti. Prima dell'avvento dell'obbligatorietà si tendeva difatti a un risparmio in fatto di sicurezza e protezioni, come casco, ginocchiera ed altri a tutela di mani e gomiti. Per la forte pericolosità dovuta alle numerose strade in discesa, Genova fu la prima città a vietare la circolazione dello skateboard, divieto esteso all'inizio del 1978 in tutto il territorio nazionale.